# Imogen Poots
Imogen Gay Poots (Hammersmith, London, 1989. június 3. –) angol színésznő, modell.

## Színészi pályafutása
Szerepelt a 28 héttel később (2007) című posztapokaliptikus horrorfilmben, a Jimi: All Is by My Side és A szenvedély királya című 2013-as életrajzi filmekben, a Need for Speed (2014) című akciófilmben és a Hosszú út lefelé (2014) című vígjátékban.
2016-ban Cameron Crowe Roadies című vígjáték-drámasorozatának főszereplője volt. 2022–2024 között az Odakinn című westernsorozatban kapott főszerepet.

## Magánélete
2018 óta él párkapcsolatban James Norton színésszel. 2022-ben jelentették be eljegyzésüket. Kapcsolatuk 2023-ban ért véget.

## Filmográfia

### Film
| Év   | Magyar cím                                         | Eredeti cím                        | Szerep                    | Magyar hang        |
| ---- | -------------------------------------------------- | ---------------------------------- | ------------------------- | ------------------ |
| 2006 | V mint vérbosszú                                   | V for Vendetta                     | Valerie Page fiatalon     |                    |
| 2007 | 28 héttel később                                   | 28 Weeks Later                     | Tammy Harris              | Molnár Ilona       |
| 2007 |                                                    | Wish (rövidfilm)                   | Jane                      |                    |
| 2008 | Én és Orson Welles                                 | Me and Orson Welles                | Lorelei Lathrop           |                    |
| 2009 | Merülések                                          | Cracks                             | Poppy                     | Czető Zsanett      |
| 2009 | A visszavonuló                                     | Solitary Man                       | Allyson Karsch            | Bogdányi Titanilla |
| 2010 | A kilencedik légió                                 | Centurion                          | Arianne                   | Molnár Ilona       |
| 2010 | Chatszoba                                          | Chatroom                           | Eva                       |                    |
| 2010 |                                                    | Waking Madison                     | Alexis                    |                    |
| 2011 | Jane Eyre                                          | Jane Eyre                          | Blanche Ingram            | Balsai Móni        |
| 2011 | Frászkarika                                        | Fright Night                       | Amy Peterson              | Czető Zsanett      |
| 2012 |                                                    | Comes a Bright Day                 | Mary Bright               |                    |
| 2012 |                                                    | Greetings from Tim Buckley         | Allie                     |                    |
| 2012 | A búcsúkoncert                                     | A Late Quartet                     | Alexandra Gelbart         | Földes Eszter      |
| 2013 | A szenvedély királya                               | The Look of Love                   | Debbie Raymond            | Andrusko Marcella  |
| 2013 | Jimi: All Is by My Side                            | Jimi: All Is by My Side            | Linda Keith               | Sallai Nóra        |
| 2013 | Mocsok                                             | Filth                              | Amanda Drummond           | Pikali Gerda       |
| 2014 | Csajkeverők                                        | That Awkward Moment                | Ellie Andrews             | Földes Eszter      |
| 2014 | Hosszú út lefelé                                   | A Long Way Down                    | Jess Crichton             | Földes Eszter      |
| 2014 | Need for Speed                                     | Need for Speed                     | Julia Maddon              | Földes Eszter      |
| 2014 | Megőrjít a csaj                                    | She's Funny That Way               | Isabella Patterson        | Bognár Anna        |
| 2015 | Kupák lovagja                                      | Knight of Cups                     | Della                     | Nagy Katica        |
| 2015 |                                                    | Green Room                         | Amber                     |                    |
| 2015 |                                                    | A Country Called Home              | Ellie                     |                    |
| 2016 | Frank és Lola                                      | Frank & Lola                       | Lola                      |                    |
| 2016 | Popsztár: Soha ne állj le (a soha le nem állással) | Popstar: Never Stop Never Stopping | Ashley Wednesday          | Sipos Eszter Anna  |
| 2016 |                                                    | Killing for Love (dokumentumfilm)  | Elizabeth Haysom (hangja) |                    |
| 2017 |                                                    | Have Had (rövidfilm)               | Grace                     |                    |
| 2017 |                                                    | Sweet Virginia                     | Lila                      |                    |
| 2017 |                                                    | Mobile Homes                       | Ali                       |                    |
| 2017 |                                                    | I Kill Giants                      | Karen                     |                    |
| 2018 | Pénteki gyermek                                    | Friday's Child                     | Joan                      | Sipos Eszter Anna  |
| 2019 |                                                    | The Art of Self-Defense            | Anna                      |                    |
| 2019 | Vivárium                                           | Vivarium                           | Gemma                     | Czető Zsanett      |
| 2019 |                                                    | Castle in the Ground               | Ana                       |                    |
| 2019 | Fekete karácsony                                   | Black Christmas                    | Riley Stone               | Gáspár Kata        |
| 2020 | Az apa                                             | The Father                         | Laura                     |                    |
| 2020 |                                                    | French Exit                        | Susan                     |                    |

### Televízió
| Év        | Magyar cím                      | Eredeti cím              | Szerep              | Megjegyzések                                                  |
| --------- | ------------------------------- | ------------------------ | ------------------- | ------------------------------------------------------------- |
| 2004      | Baleseti sebészet               | Casualty                 | Alice Thornton      | 1 epizód                                                      |
| 2008      | Miss Austen bánata              | Miss Austen Regrets      | Fanny Austen-Knight | - tévéfilm - magyar hangja: - Bánfalvi Eszter - Tornyi Ildikó |
| 2010      |                                 | Bouquet of Barbed Wire   | Prue Sorenson       | minisorozat (3 epizód)                                        |
| 2010      | Christopher és a hozzá hasonlók | Christopher and His Kind | Jean Ross           | tévéfilm                                                      |
| 2016      |                                 | Roadies                  | Kelly Ann Mason     | főszereplő (10 epizód)                                        |
| 2020      | Ez minden, amit tudok           | I Know This Much Is True | Joy Hanks           | visszatérő szereplő (3 epizód)                                |
| 2022–2024 | Odakinn                         | Outer Range              | Autumn              | főszereplő                                                    |

## Díjak és jelölések
| Év   | Díj                                  | Kategória                                                                                                  | Jelölt mű              | Eredmény |
| ---- | ------------------------------------ | --- | ---------------------- | -------- |
| 2007 | British Independent Film Awards      | Legígéretesebb új színész                                                                                  | 28 héttel később       | Jelölve  |
| 2011 | Alliance of Women Film Journalists   | - Legborzalmasabb korkülönbség a férfi főszereplő és annak szerelme közt - (Michael Douglasszel megosztva) | A visszavonuló         | Elnyerte |
| 2012 | Hamptons International Film Festival | Legjobb áttörést hozó alakítás                                                                             | Knight of Cups         | Elnyerte |
| 2013 | British Independent Film Awards      | Legjobb női mellékszereplő                                                                                 | A szenvedély királya   | Elnyerte |
| 2016 | Fright Meter Award                   | Legjobb női mellékszereplő                                                                                 | Green Room             | Jelölve  |
| 2018 | Laurence Olivier Awards              | Legjobb női mellékszereplő                                                                                 | Nem félünk a farkastól | Jelölve  |